# 提筒

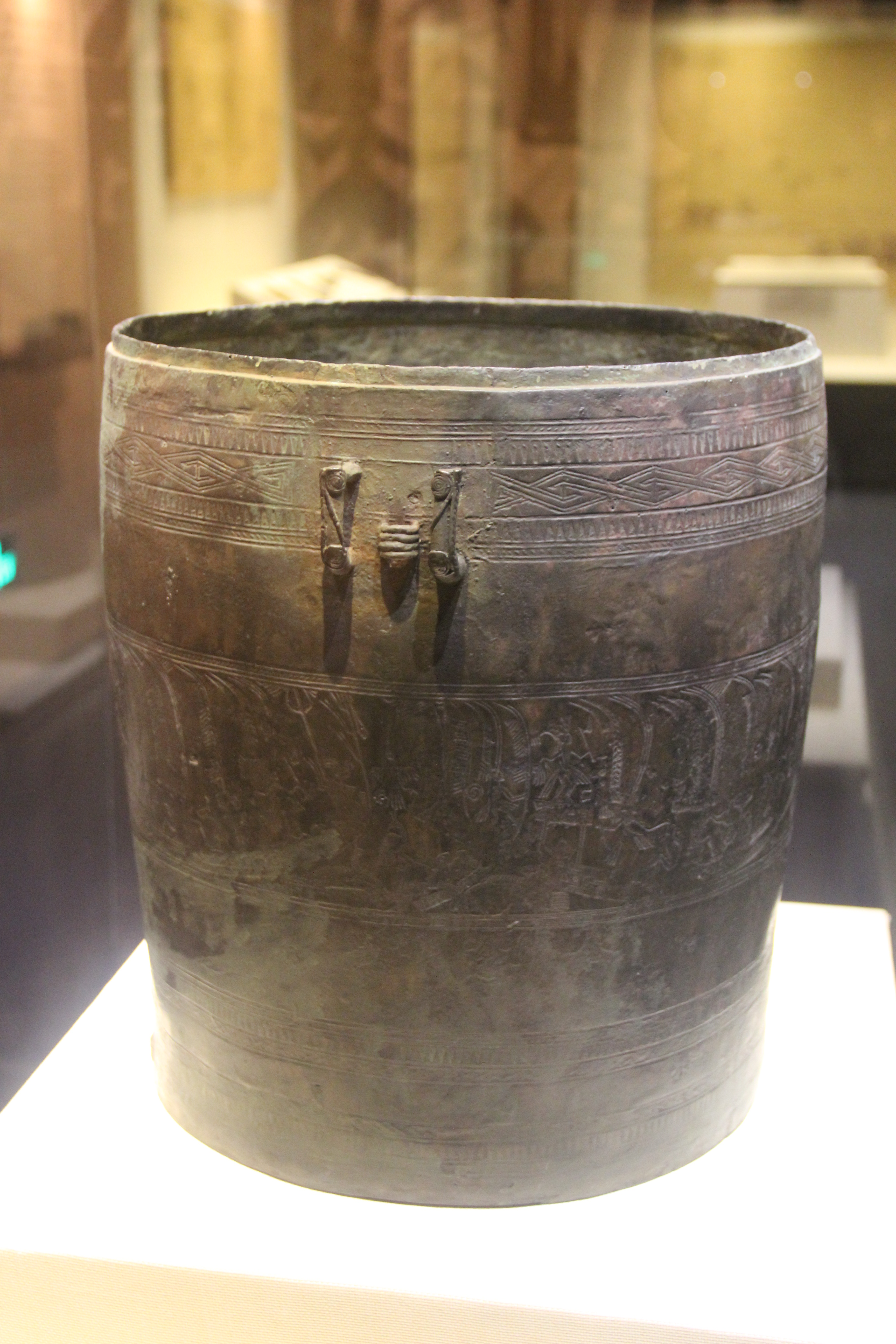
西汉南越文王墓出土的船纹铜提筒（B59）

提筒，又称为提桶，是战国时期至东汉，中国云南、广东、广西和越南北部的一种特有的盛水或盛酒的器皿。按材质的不同，主要有铜提筒和陶提筒。